# Rajella nigerrima
Espèce
Statut de conservation UICN

 LC  : Préoccupation mineure
Rajella nigerrima est une espèce de raie.